# Chaux-des-Prés
Chaux-des-Prés är en kommun i departementet Jura i regionen Bourgogne-Franche-Comté i östra Frankrike. Kommunen ligger i kantonen Saint-Laurent-en-Grandvaux som tillhör arrondissementet Saint-Claude. År 2013 hade Chaux-des-Prés 180 invånare.

## Befolkningsutveckling
Antalet invånare i kommunen Chaux-des-Prés
Referens:INSEE